# Base (politica)
In politica, il termine base si riferisce ad un gruppo di attivisti che sostengono un singolo partito o movimento. Nel caso di elezioni legislative, gli elettori della base preferiscono appoggiare il candidato del proprio partito rispetto ad un avversario altrimenti interessante, allo scopo di rafforzare le possibilità del partito di ottenere una maggioranza semplice o relativa, punto di partenza per giocare un ruolo predominante in una legislatura.